# Euphrasia azorica
Euphrasia azorica är en snyltrotsväxtart som beskrevs av Hewett Cottrell Watson. Euphrasia azorica ingår i släktet ögontröster, och familjen snyltrotsväxter. Inga underarter finns listade i Catalogue of Life.